# János Libényi
János Libényi (1831, Csákvár – 26. únor 1853, Vídeň) byl maďarský krejčovský tovaryš a nacionalista, který se 18. února 1853 pokusil zavraždit rakouského císaře a budoucího uherského a českého krále Františka Josefa I. Pokus o atentát se nezdařil, císař byl pouze lehce zraněn. Za tento čin byl Libényi odsouzen k trestu smrti a 26. února 1853 popraven.